# Better Place
"Better Place" é uma música gravada pela cantora e compositora americana Rachel Platten para seu terceiro álbum de estúdio, Wildfire (2016). O terceiro e último single do recorde, inicialmente lançado como single promocional em 18 de dezembro de 2015, foi distribuído para a Hot adult comtemporary radio em 4 de abril de 2016 nos Estados Unidos. Platten co-escreveu a música com Sally Seltmann enquanto Jon Levine atuava como único produtor. A cantora escreveu a música depois de descobrir que sua irmã se havia noivado, o que ela sentia inspiradora.
"Better Place" dividiu os críticos da música, com alguns elogiando a simplicidade e a produção da balada do piano, e outros achando isso insuportável. Nos Estados Unidos, alcançou o número 21 no Adult Pop Songs e chegou em 227 no chart da Rússia. Um video musical foi dirigido por Matthew Stawski e lançado no dia 9 de maio do mesmo ano. Possui vários casais e indivíduos reunidos e se abraçando. Platten dedicou-se ao seu antigo professor e rotulou-o como um "experimento social". Ela realizou isso em várias ocasiões, inclusive durante um episódio de Today Show e como parte de um setlist em seus shows de verão.

## Antecedentes e gravação
O conceito de Platten para "Better Place" se desenvolveu após um telefonema de sua irmã, Melanie, que anunciou seu noivado com seu namorado. Ela passou a descrevê-lo como uma de suas faixas favoritas no álbum, além de ser uma das mais fáceis de escrever. Especificamente, a cantora queria mostrar como sua irmã desejava amor e não queria permanecer solteira. Um editor no site oficial da cantora escreveu que "Better Place" deveria servir como "a música do casamento" de 2015.
Jon Levine lidou com a produção da pista, além de tocar piano, teclados elétricos e instrumentos de baixo. Jon Sosin e Simon Huber também contribuíram, realizando violão e violão, respectivamente. Columbia Records lançou "Better Place" para Download digital em 18 de dezembro de 2015, embora para aqueles que já havia pré-requisitado "Wildfire", estava disponível para download gratuito "instant grat". Foi lançado oficialmente como o terceiro single do álbum em 4 de abril de 2016, quando foi distribuído para estações de rádio Hot AC para airplay.

## Composição e letras
Platten abre a música cantando a linha, "Eu vou contar ao mundo / vou cantar uma música". Ela continua com o amor mútuo de um casal um para o outro, "Eu vejo o todo em seus olhos / É como se eu conhecesse você toda a minha vida / Nós simplesmente nos sentimos tão certos". Platten afirmou que as letras da música giram em torno de encontrar positividade e otimismo em situações cotidianas.

## Recepção crítica
"Better Place" recebeu uma resposta mista a positiva de críticos de música. Maura Johnston do The Boston Globe desfrutou "Better Place" e achou que estava entre os melhores no "Wildfire". Ela afirmou que "mostra [como] as habilidades de composição de Platten podem ser usadas para provocar sutilezas emocionais". Papadatos, escrevendo para Digital Journal, afirmou que a faixa deveria "ser apreciada por sua beleza e simplicidade", enquanto Clint Rhodes, do The Herald-Standart, declarou um "arranjo bem elaborado" que "dá [s] proeminência à profundidade e autenticidade das mensagens sinceras de Platten disfarçadas como deliciosas amostras de prazer pop". S Korstanje deu uma opinião ampliada sobre esta faixa e "Superman" ao rever Wildfire e escreveu: "Essas músicas mostram os vocais tecnicamente imperfeitos, ocasionalmente instáveis da Platten, de alguma forma trabalhando a seu favor ao invés de prejudicar seu status como cantor / compositor". Adam R. Holz, o fundador da Plugget In, declarou que a trilha era capaz de trazer um "aww" do ouvinte.
No entanto, Tony Clayton-Lea, um editor para The Irish Times, fez uma revisão mais mista para o álbum (e "Better Place" em particular) e brincou: "nós prevemos que seus punhos de bombeamento de ar se cansarão pela musica seis, "Better Place'". Brooke Pawling Stennett, dos Younger Folks, ficou ainda mais desapontada, descrevendo a música como uma "faixa de última hora". Rick Pearson, do London Evening Standard criticou "Better Place" e escreveu: "isso era música para o fundo, não o destaque".

## Desempenho nos charts
No chart Adult Pop Songs da Billboard nos Estados Unidos, o single debutou no número 38 na publicação de 23 de abril de 2016. Até 21 de maio do mesmo ano, "Better Place" atingiu sua posição máxima no número 21. No total, o single durou dezesseis semanas consecutivas nas tabelas Adult Pop Songs. Na Rússia, "Better Place" estreou no número 393 no gráfico de Airplay da Rússia Tophit para a semana de 17 de janeiro de 2016. No prazo de quatro semanas, alcançou o número 227 e passou um total de dez semanas no chart.

## Videoclipe
Um lyric video foi lançado na conta da Vevo de Platten em 21 de abril de 2016. O video oficial foi dirigido por Matthew Stawski e produzido por Austin Barbera, Missy Galanida e Isaac Rice. Ele abre com uma anotação, lendo "Para o seu video musical 'Better Place', Rachel queria realizar uma experiência social com seus fãs". A cantora é então mostrada caminhando por um sofá antes de sentar e ligar um rádio próximo. Depois que ela sai do quarto, vários casais e indivíduos são bem-vindos na sala onde se sentam e escutam a música. Todas as pessoas eventualmente se agarra ou se abraçam. No final da música, Platten surpreende os convidados e os cumprimenta. Pouco depois disso, a tela desaparece em preto.
Platten dedicou o visual ao seu professor de música na escola primária, Anne Scigliano. O cantor falou sobre Scigliano: "[ela] me deu o meu primeiro papel principal em uma peça, e me inspirou, e me fez amar o palco". O cantor também comentou sobre o tiro de filmagem: "Todo o dia foi uma festa de amor, lançar fãs reais para participar desse tiro realmente trouxe o conceito à vida. Surpreendendo e cantando junto com eles era apenas a cereja no topo do bolo Cada vez que vejo, ainda sinto-me!". O video para "Better Place" estreou em sua conta Vevo em 9 de maio de 2016.

## Créditos
Créditos adaptados das notas do encarte do Wildfire.
- Rachel Platten – vocal, escritora
- Tom Coyne – mastering
- Simon Huber – cello
- Jon Levine – produtor
- Sally Seltmann – co-escritora
- Jon Sosin – guitarra
- Joe Zook - mixer

## Charts
| Chart (2016)                  | Melhor Posição |
| ----------------------------- | -------------- |
| Adult Top 40 (Billboard)      | 21             |
| Pop Digital Songs (Billboard) | 41             |
| Airplay (Tophit)              | 227            |